# Силіційорганічні сполуки

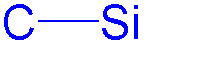
Карбон-силіцієвий зв'язок

Силі́ційоргані́чні сполу́ки, кре́мнійоргані́чні сполу́ки — органічні сполуки, до складу яких входить силіцій, безпосередньо зв'язаний з карбоном.

## Історія силіційорганічних сполук
У 1823 році Берцеліус отримав чистий кремній дією металічного калію на тетрафлуорид кремнію, що у свою чергу був отриманий дією фтороводню на діоксид кремнію.
4 HF + SiO2 → SiF4 + 2H2O
4 K + SiF4 → 4 KF + Si
У тому ж році Берцеліусом був отриманий перший безпосередній прекурсор силіційорганічних сполук, тетрахлорид кремнію (SiCl4).
Si + 2 Cl2 → SiCl4
Тільки через 23 роки дією етанолу на тетрахлорид кремнію була синтезована перша органічна сполука, що містить силіцій — тетраетилортосилікат (Si(OEt)4).
SiCl4 + 4 EtOH → Si(OEt)4 + 4 HCl
Ще через 17 років (1863) перші силіційорганічні сполуки були синтезовані Фріделем і Крафтсом дією алкілцінків на тетрахлорид кремнію.
2 R2Zn + SiCl4 → 2 ZnCl2 + SiR4
Упродовж десяти наступних років, застосовуючи дуже проблематичні методи, Фрідель та Ладенбург отримали ряд нових силіційорганічних сполук дією натрію та етилцінку на тетраетил ортосилікат: SiEt(OEt)3, SiEt2(OEt)2, SiEt3(OEt), SiEt4 та SiHEt3. У цей час були отримані також Si2Et6, SiH(OEt)3, а також перші ароматичні силіційорганічні сполуки, SiPhCl3 та SiPhEt3. У 1885 році Поліс реакцією тетрахлоросилану і хлоробензену у присутності натрію отримав тетрафенілсилан, першу силіційорганічну сполуку, що є твердою за нормальних умов.
SiCl4 + 4 PhCl + 4 Na → SiPh4 + 4 NaCl
З тетрафенілсилану за допомогою пентахлориду фосфору були отримані трифенілхлоросилан та трифенілсиланол.
У 1899 році Кіппінг почав дослідження з метою синтезу силіційорганічних сполук, що мають хіральний атом силіцію. Дуже швидко з'ясувалось, що їснує велика різниця між органічними речовинами та їхніми силіцієвими аналогами. Тому 1904 році він почав дослідження реацій тетрахлориду кремнію з реактивами Гріньяра. За тридцять років були знайдені методи сінтезу алкіл та арилзаміщених силанів та хлоросиланів, та досліджені їхні властивості. За допомогою гідролізу хлоросиланів були отримані силаноли та силандіоли. Спроби розширити кількість силіційорганічних сполук, та знайти їм використання не привели до значних успіхів.
У 1939 році Кіппінг у своїй бейкерівській лекції робить огляд успіхів силіційорганічної хімії та приходить до висновку, що «переспектива близького і важливого розвитку у цій галузі органічної хімії не здається багатообіцяючою».
У 40-х роках 20-го століття почалося комерційне виробництво кремнієвих полімерів і це дало поштовх розвитку хімії силіційорганічних сполук.

## Поширення у природі
Взагалі вважається, що сполуки, що містять зв'язок Si-C, відсутні у природних біохімічних процесах. Проте повідомляється, що у деяких видів водоростей ці сполуки з'являються у вигляді короткоживучих інтермедіатів.
2016 року Калтехівська група Френсіс Арнольд методом молекулярної керованої еволюції змайструвала білок, що синтезує силіційорганічні сполуки в бактеріях  .

## Сполуки кремнію з насиченими зв'язками
У більшості наявних силіційорганічних сполук Силіцій знаходиться у стані sp3-гібридізації, та утворює 4 ковалентних зв'язки.

### Зв'язки Si-H та Si-галоген
Зв'язок Si-H має зворотну полярність відносно до зв'язку C-H, тобто атом водню має частковий від'ємний заряд (гідридний характер). Енергія дисоціювання зв'язку Si-H залежить від сусідніх атомів, і може змінюватися у межах від 384 кДж/моль для SiH4 до 419 кДж/моль для SiHF3. Зв'язок Si-F є найстабільнішім з відомих ковалентних зв'язків.

### Зв'язки Si-C та Si-Si
Зв'язок Si-C є трохи довшим за зв'язок C-C (186 нм та 154 нм відповідно) та слабкішім за нього (457 кДж/моль та 607кДж/моль відповідно). Завдяки більшої електронегативності Карбону відносно Силікону (2.55 та 1.90 відповідно) цей зв'язок має певну полярність. Це завдає Карбону певного нуклеофільного характеру.

### Насичені зв'язки Силіцію з іншими атомами
Зв'язок Si-O набагато стабільнішій ніж зв'язок C-O (809кДж/моль та 538 кДж/моль відповідно).

## Сполуки кремнію з ненасиченими зв'язками
Однією з найважливішіх відмінностей Силіцію від Карбону є трудність синтезувати стабільні сполуки з подвійними або потрійними зв'язками, що містять Силікон. До 1967 року вважалось, що взагалі неможливо створити кратний зв'язок елементу третього періоду та нижче.

### Зв'язки Si=C, Si=Si, Si≡C та Si≡Si
У 1967 році Гусельніков та Флауерс отримали незаперечне підтвердження формування короткоживучих речовин, силенів що містять подвійний зв'язок Si=C. У 1981 році Адріан Брук отримав перший стабільний силен, що містить зв'язок Si=C. У тому ж році Роберт Вест отримав перший стабільний дисилен, що містить зв'язок Si=Si. Силени та дісилени є термодінамічно нестабільними сполуками завдяки низьким енергіям п-зв'язків, що у свою чергу є наслідком поганого перекривання 3p-орбіталі Силіцію 2p-орбіталью Карбону та 3p-орбіталью Силіцію відповідно. Тому стабілізації досягається завдяки використанню громіздких замісників, (кінетична стабілізація) або замісників, що містять спряжені п-системи (термодинамічна стабілізація).

## Бета-кремнієвий ефект
Силільна група, що знаходиться у бета-положенні відносно карбокатіону, стабілізує його. Це явище називається бета-силіцієвим ефектом. Стабілізація досягається через гіперкон'югацію порожньої p-орбіталі карбокатіону з сігма-орбіталью зв'язку Si-C.

## Отримання силіційорганічних сполук
Другим важливим прекурсором силіційорганічних сполук, крім тетрахлоросилану, згаданого в історичному огляді, є трихлоросилан, який отримують взаємодією силіцію з хлоридною кислотою.
Si + 3 HCl → HSiCl3 + H2
Дихлоросилан може бути отриманий диспропорціонацією трихлоросилану:
2 SiHCl3 ⇔ SiCl4 + SiH2Cl2
Діхлоросилан може бути відновленний силаном до монохлоросилану за допомогою каталітичного процесу:
SiH2Cl2 + SiH3 → 2 SiHCl3
Хлоросілани реагують із спиртами, утворюючи алкоксисилани:
HSiCl3 + 3MeOH → HSi(MeO)3 + 3HCl
Алкоксисилани та хлоросілани реагують у свою чергу з карбометалічними сполуками (наприклад з реактивами Грин'яра), утворюючи силіційорганічні сполуки:
HSiCl3 + 3 n-Bu-Li → n-Bu2SiH + 3LiCl: HSi(MeO)3 + 2 EtMgBr → Et2Si(MeO)H
Іншій засіб формування силіційорганічних сполук це гідросилілування подвійних та потрійних зв'язків Карбон-Карбон.
Et3SiH + PhC≡CPh → Et3Si(Ph)C=CH(Ph)

## Реакції силіційорганічних сполук та застосування в органічному синтезі

### Перегрупування Брука
Перегрупування Брука — міграція силіційорганічної групи, при якій розривається зв'язок S-C та утворюється зв'язок Si-O. Рушійною силою є утворення особливо термодинамічно стабільного зв'язку Si-O.

### Олефінування Петерсона
Олефінування Петерсона є представником великого класу реакцій олефінування карбонільних сполук. На першому етапі внаслідок атаки альфа-силілкарбаніона 1 на електрофільний атом вуглецю карбонільної сполуки формується аддукт 2 (бета-гідроксисилан). На другому етапі реакції від аддукту елімінує силанолят R3SiO-, що приводить до формування алкену. Рушійною силою реакції є висока термодинамічна стабільність зв'язку Si-O, що формується на другому етапі реакції.
В залежності від характеру замісників на альфа-силілкарбаніоні другий етап реакції може бути спонтанним, або, навпаки, потребувати жорстких умов. Привабливою особливістю реакції Петерсона є залежність її діастереоселективності від умов, в яких проводуться другий етап реакції. Таким чином один діастереомер 2 може в кислотних та лужних умовах давати два різних E/Z-ізомери, 3a або 3b.

### Реакція Сакураї
Реакція Сакураї (також відома як реакція Хосомі — Сакураї) — органічна реакція між електрофільним атомом Карбону (наприклад карбонільної групи) з алілсиланом у присутності сильної кислоти Льюїса, що активує електрофіл.

### Гідросилілування
Реакція приєднання зв'язку Si-H до зв'язку C=C або зв'язку C≡C, що каталізується комплексами перехідних металів, наприклад H2PtCl6.
Загальний механізм відображено на малюнку. Приєднання відбувається зазвичай проти правила Марковникова.

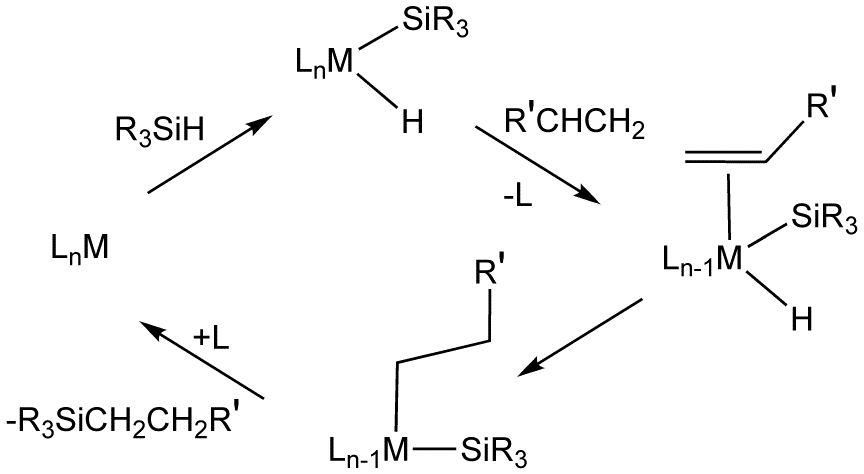

### Відновлення гідросиланами
(1)

### Захисні групи
Силільні етери широко використовуються як захисні групи для алкоголів. Захист звичайно відбувається реакцією алкоголю з силілхлоридом у лужному середовищі. Стійкість захисної групи до кислотного, або лужного середовища залежить від алкільних замісників на атомі силіцію.
Відносний опір силільних груп в кислому середовищі:
TMS (1) < TES (64) < TBS (20000) < TIPS (700000) < TBDPS (5000000)
Відносний опір силільних груп у лужному середовищі:
TMS (1) < TES (10-100) < TBS~TBDPS (20000) < TIPS (100000)
Зняття захисту відбувається звичайно за допомогою агентів, що містять фтор, наприклад фтороводень, або TBAF.

### Силільні енолати та реакція Мукайами

Загальна будова силільного енолату